# Семе: Неразказаната история
„Семе: Неразказаната история“ (на английски: Seed: The Untold Story) е американски документален филм от 2016 г. на режисьорите Тагарт Сийгъл и Джон Бец.
Премиерата на филма е на 23 септември 2016 г. В България е прожектиран на 15 март 2017 г. в Гьоте институт по време на XXI Международен София Филм Фест.
Филмът представя хората, които се стремят да запазят генофонда на местни земеделски култури, тъй като през XX век около 94% от местните сортове земеделски култури са изчезнали.

## Награди
- Награда „Зелена планета“ – Роуд Айлънд 2016[1]
- Най-добър документален филм – Нашвил 2016[1]
- Наградата на публиката – Сан Диего 2016[1]